# OGLE-TR-182b
OGLE-TR-182b是一個環繞OGLE-TR-182的太陽系外行星，屬於熱木星。